# Chapelle Notre-Dame de Kernitron
La chapelle Notre-Dame de Kernitron est un édifice situé à Lanmeur, en France.

## Localisation
La chapelle est située sur le territoire de la commune de Lanmeur, rue de Kernitron, dans le département du Finistère, en région Bretagne.

## Description
Chapelle de pèlerinage, église de l'ancien prieuré de Kernitron. La nef romane est la partie la plus ancienne. La façade ouest comprend un petit porche et une fenêtre à rose flamboyante. Le porche sud est surmonté d'un gâble et orné d'un tympan représentant le Christ en majesté entouré des symboles des quatre Evangélistes. La croisée du transept est surmontée d'un clocher carré, avec lucarnes et pinacles d'angle. Une tourelle d'escalier ronde le flanque. La nef est couverte d'une voûte en berceau en bois peint, et est divisée par six colonnes aux chapiteaux et entraits à décor géométrique et floral. Le carré du transept est formé de quatre grandes arcades brisées et outrepassées, retombant vers la nef et du côté sud sur d'épais massifs ronds.

## Historique
La chapelle est classée (la chapelle et mur de clôture avec ses entrées) au titre des monuments historiques par arrêté du 29 décembre 1983.

## Galerie

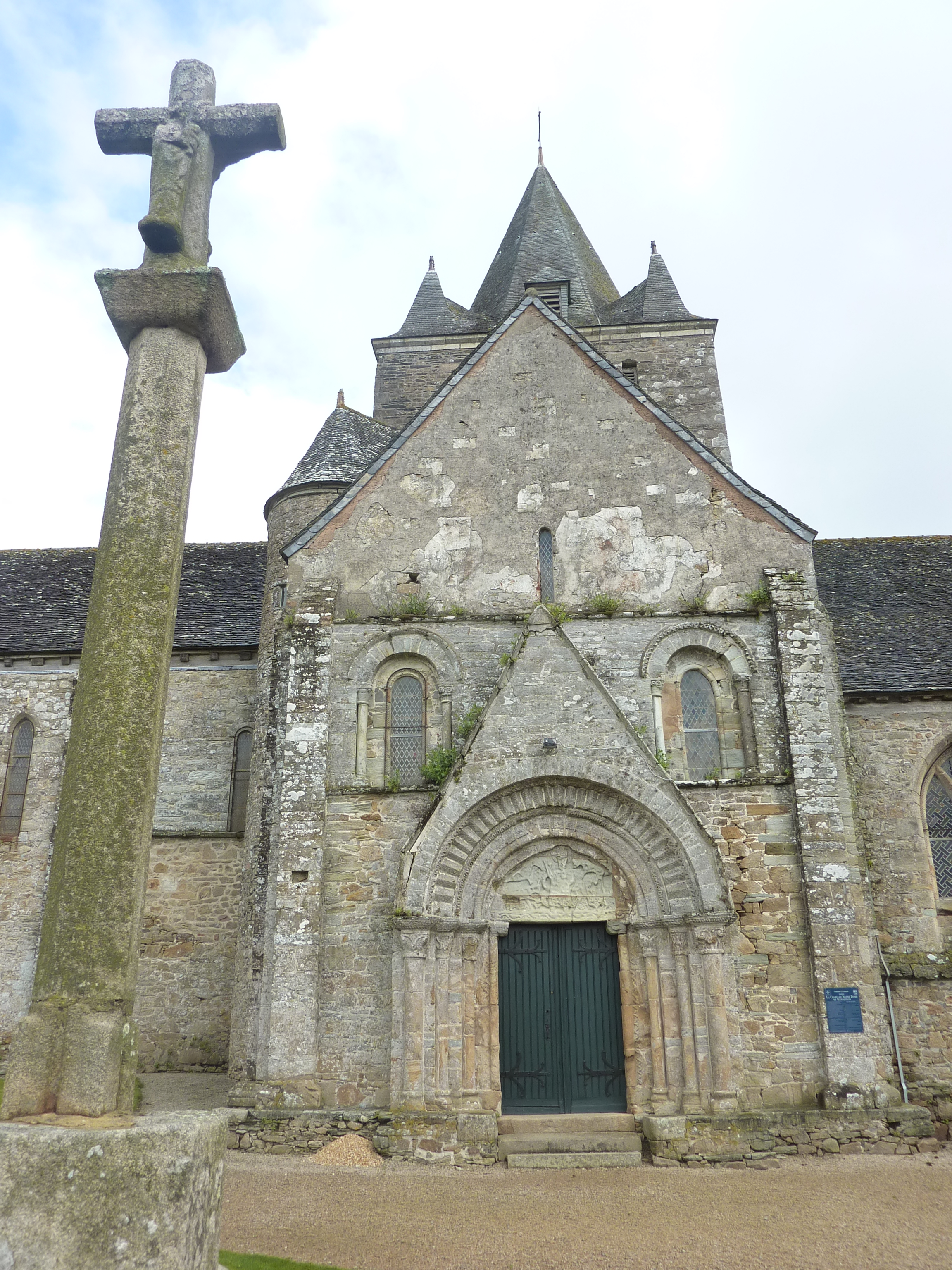
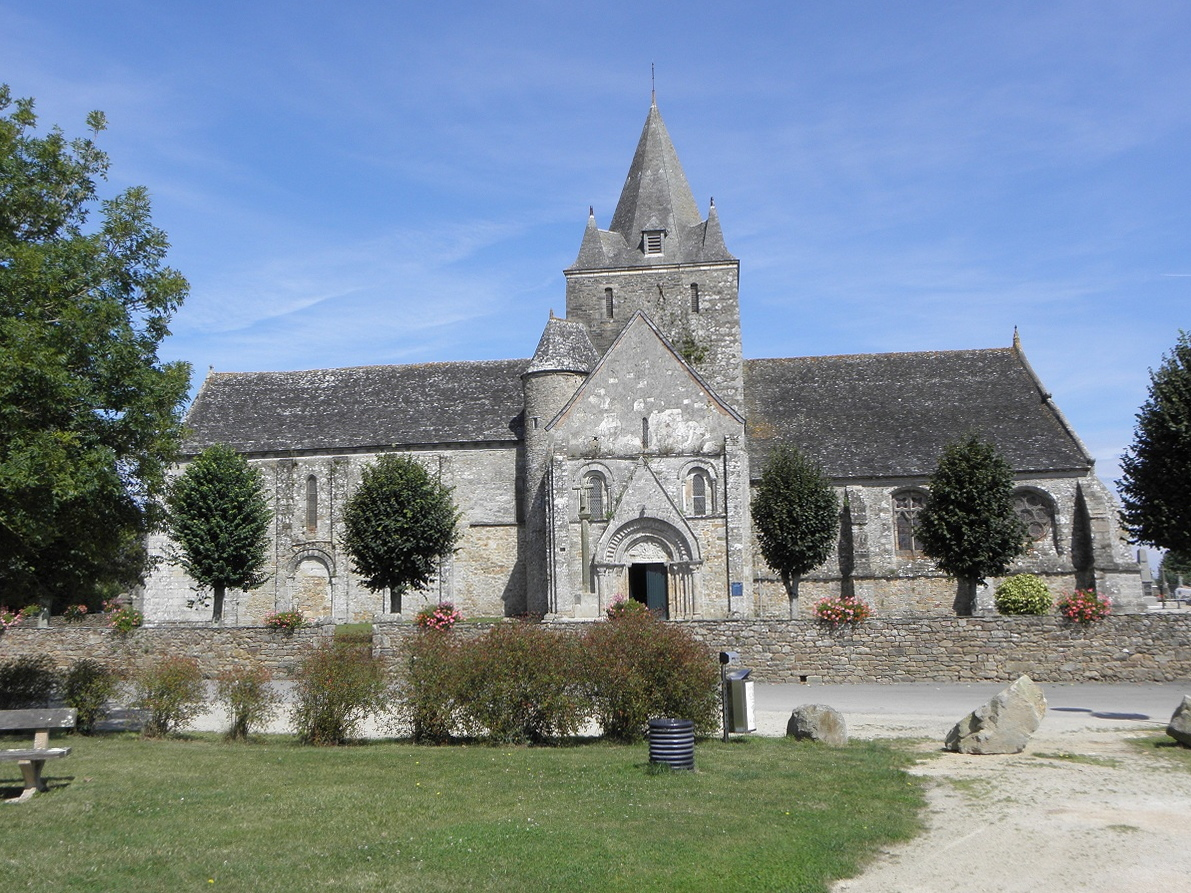
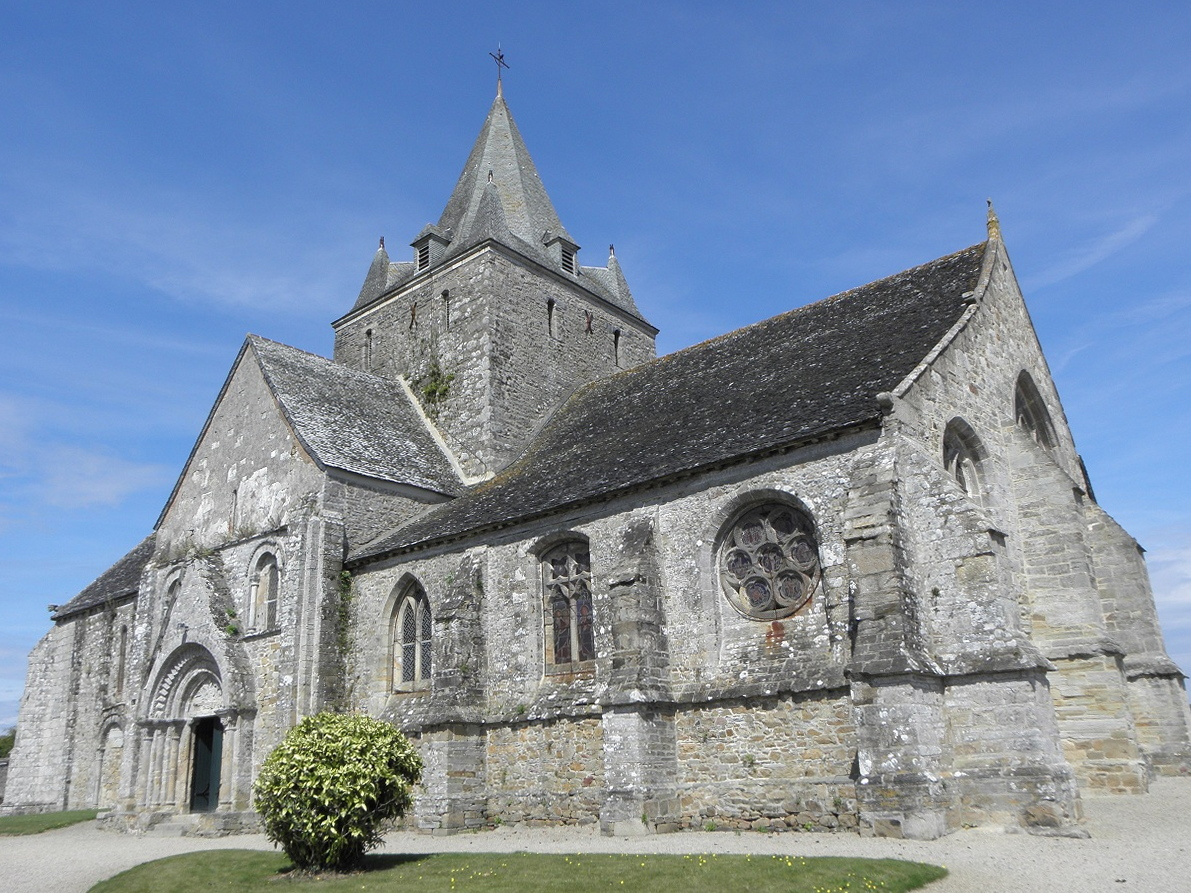
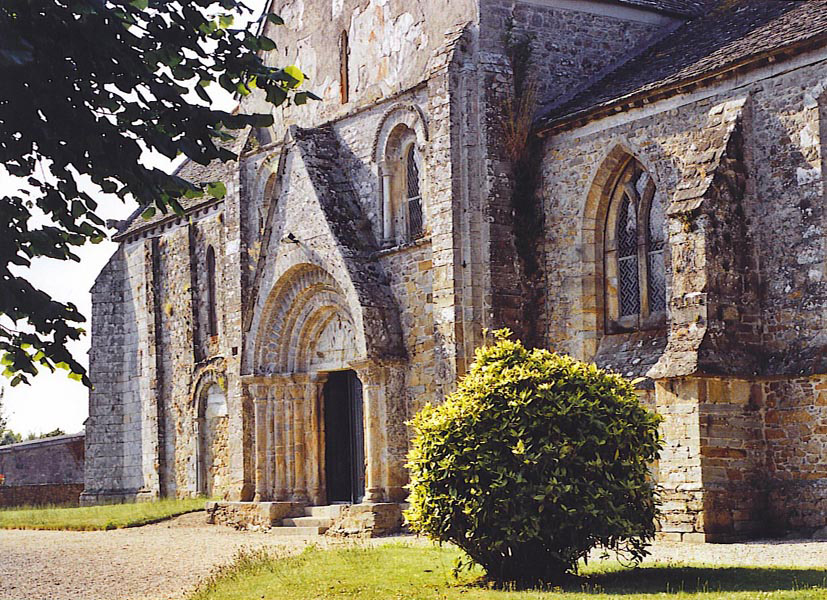
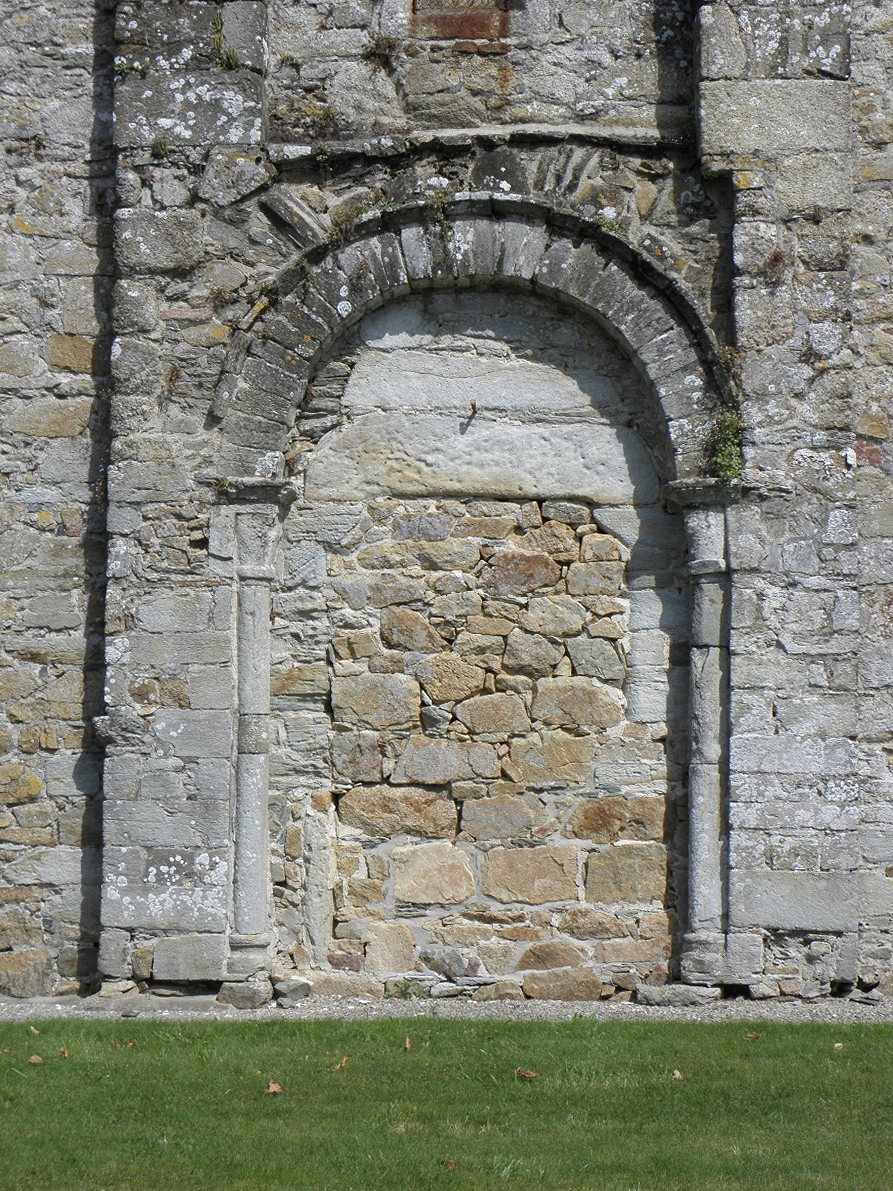
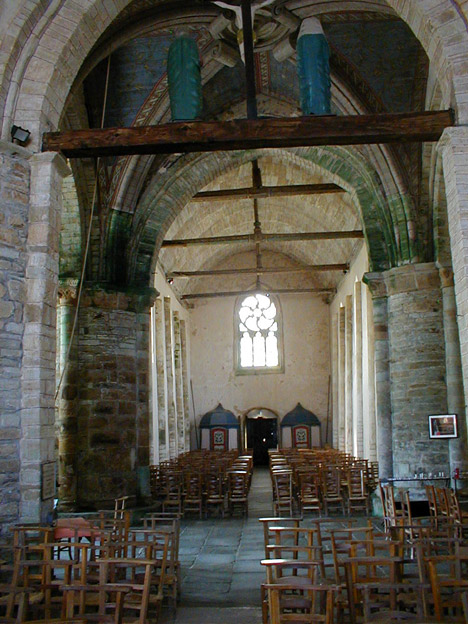
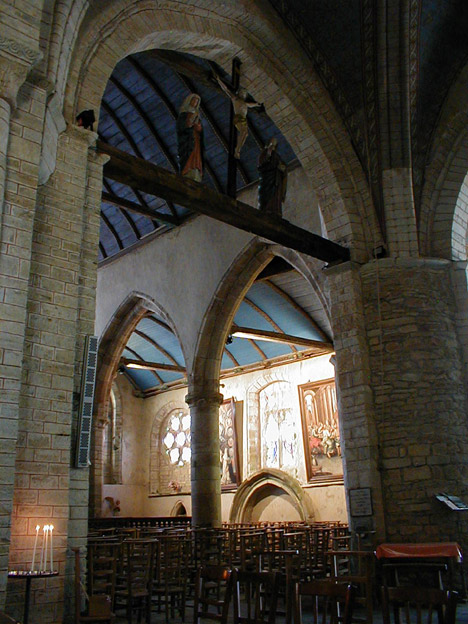
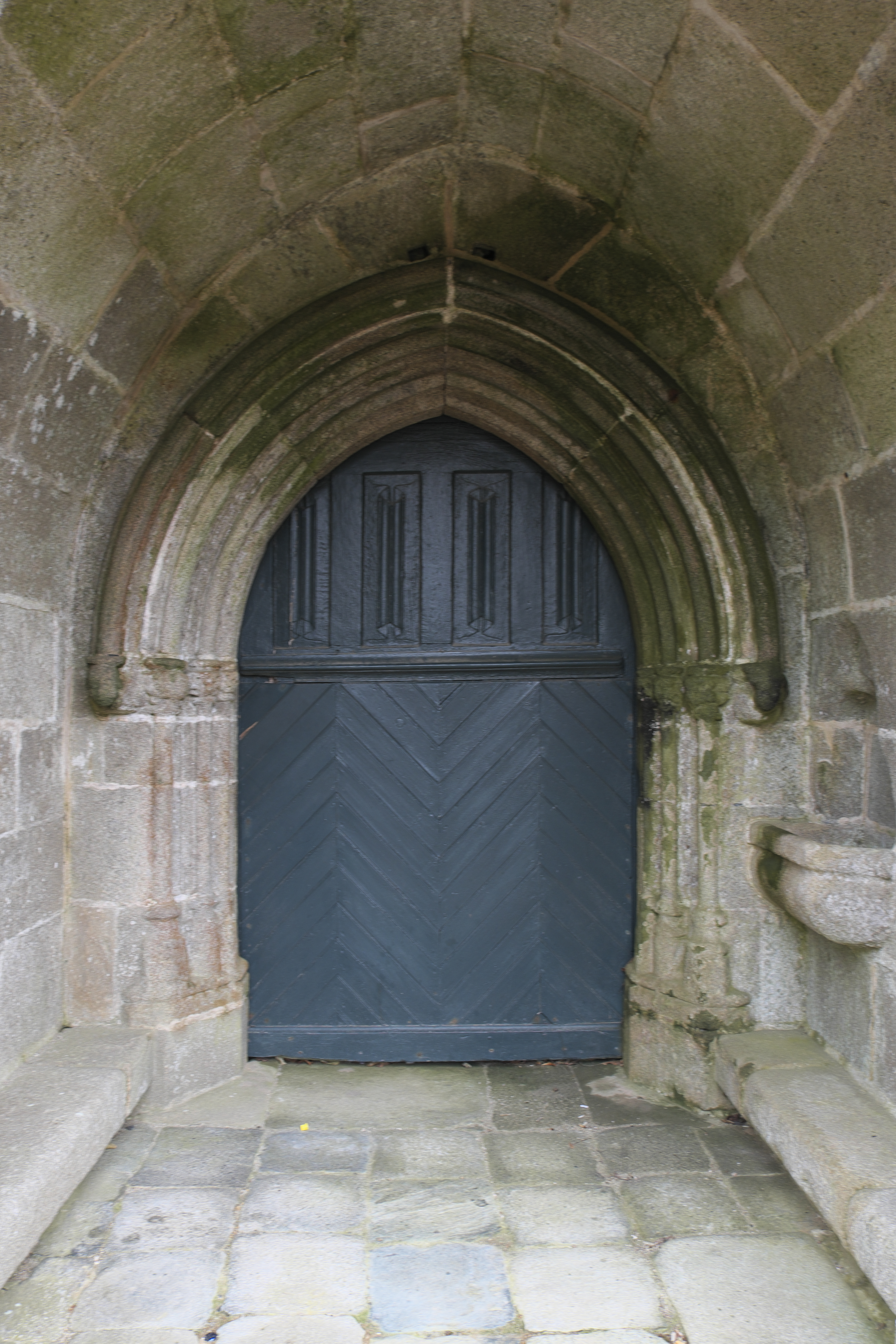
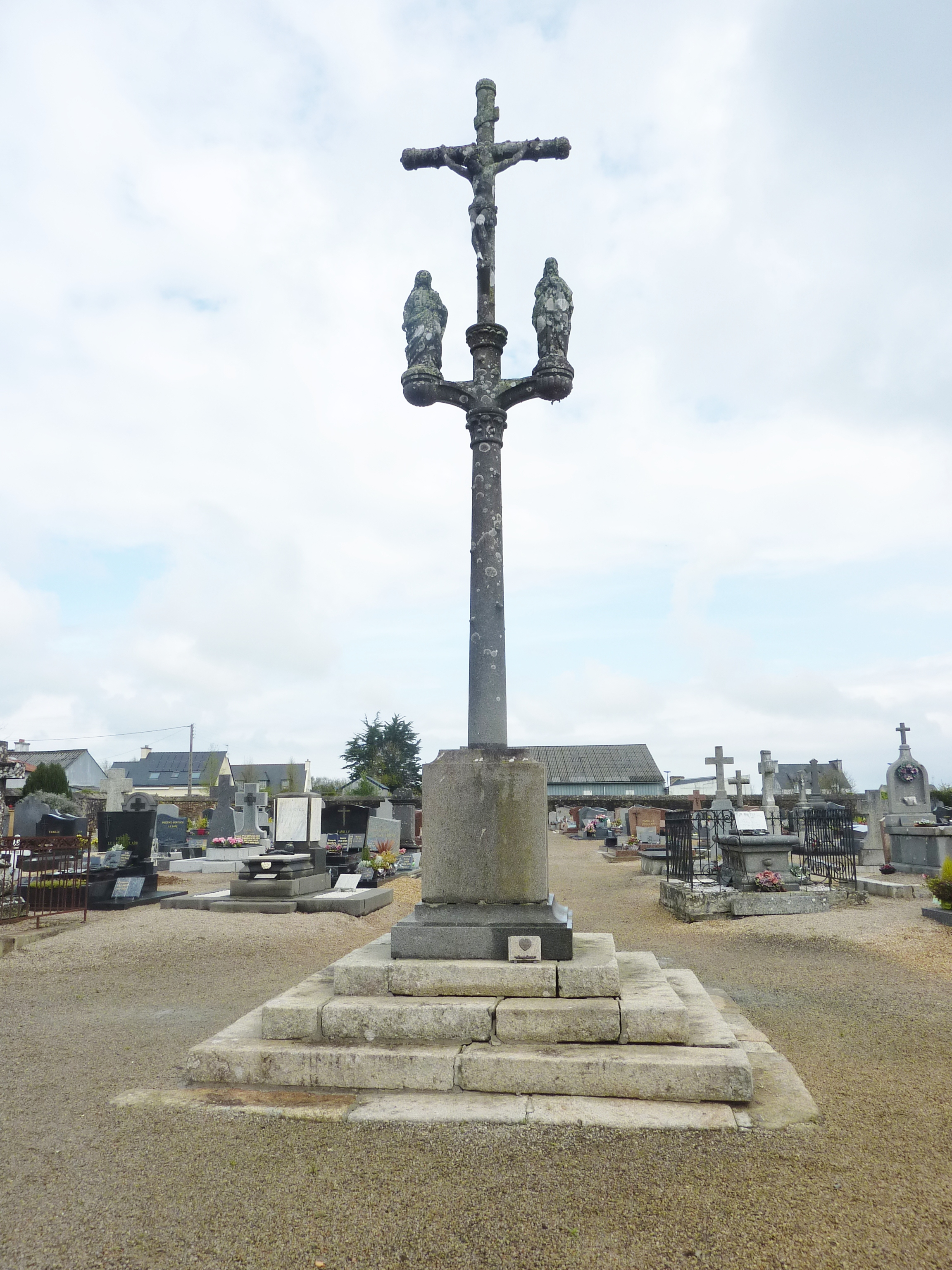
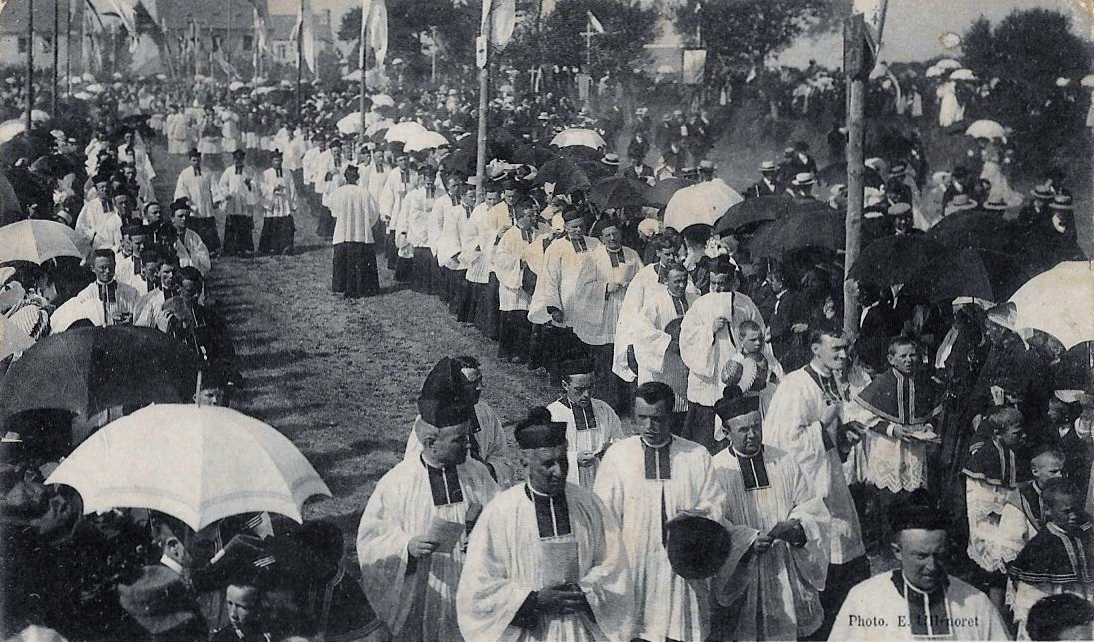